# Pietru Caxaro
Pietru Caxaro (Mdina, 1400 – Mdina, agosto 1485) è stato un poeta, scrittore e giudice maltese.
Si ritiene essere il primo personaggio letterario della storia di Malta.

## Biografia
Nato da una famiglia nobile, Caxaro ha studiato inizialmente a Malta per poi terminare i suoi studi a Palermo. Nel 1438 diventa notaio e, attorno ai primi anni del 1440, viene nominato giudice al Gozzo. La sua carriera giuridica decollerà poi attorno al 1470, quando sarà eletto giudice al tribunale de La Valletta.

## LaCantilena
Scoperta nel 1966, si tratta di un testo poetico, probabilmente il più antico della lingua maltese. Nonostante sia stato difficile tradurre l'opera, sono evidenti, nello scritto originale, alcuni rimandi al lessico latino e inglese. L'introduzione è firmata da un lontano parente, Brandano Casciaro, che definisce l'autore come un poeta, filosofo e oratore, benché sia l'unica opera ritrovata dello scrittore.

## Fonti
- List of related academic journals